# Witold Langenfeld

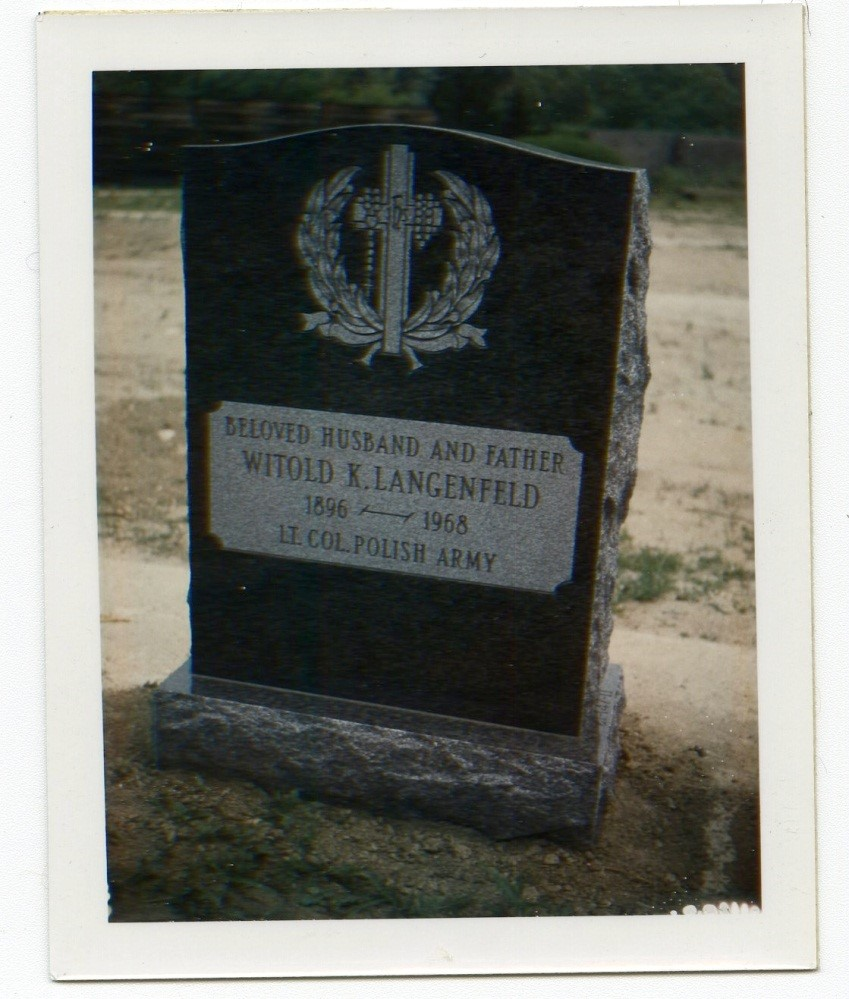
Grób Witolda Langenfelda na cmentarzu "Gate of Heaven"

Witold Karol Langenfeld (ur. 9 kwietnia 1896 we Lwowie, zm. 30 grudnia 1968 w Yonkers) – podpułkownik łączności Wojska Polskiego i Polskich Sił Zbrojnych.

## I wojna światowa
Urodził się 9 kwietnia 1896 we Lwowie. W 1914 r. ukończył c. k. Gimnazjum IV we Lwowie uzyskując maturę i rozpoczął studia na Wydziale Mechanicznym Politechniki Lwowskiej. Po dwóch semestrach przerwał naukę. W 1917 roku wstąpił do armii austriackiej, gdzie służył w 22 Pułku Strzelców. W maju tego roku został oddelegowany do Szkoły Oficerskiej Rezerwy w Jägerndorfie w Księstwie Górnego i Dolnego Śląska Austro-Węgier, którą ukończył z powodzeniem. W marcu 1918 r., w stopniu plutonowego został skierowany na front włoski. W trakcie walk nad rzeką Tagliamento (bitwa pod Caporetto) dostał się do niewoli, w której przebywał do 26 grudnia 1918 r.

## II Rzeczpospolita
Wstąpił do formującej się z polskich jeńców wojennych za granicą Armii Hallera w grudniu 1918 roku, gdzie został dowódcą kompanii 6 Pułku Piechoty. Od lutego 1919 roku w stopniu podporucznika. Został awansowany na stopień porucznika łączności ze starszeństwem z dniem 1 czerwca 1919. Pod koniec 1919 r., wraz z innymi żołnierzami 6 Dywizji Piechoty, został przerzucony na Front Litewsko-Białoruski. Stanowiąc odwód Naczelnego Wodza, dywizja brała udział w bojach z oddziałami sowieckimi podczas ofensywy Tuchaczewskiego. W czerwcu została oddana pod rozkazy dowództwa 2 Armii w Małopolsce Wschodniej, tocząc boje z Armią Konną Siemiona Budionnego pod Emilczynem, Równem, Dubnem i Brodami, a następnie biorąc udział w polskiej kontrofensywie, która doprowadziła do wyparcia Armii Czerwonej za linię Słuczy. W tym czasie od czerwca 1920 roku Langenfeld był dowódcą 6 kompanii telegraficznej 6 Dywizji Piechoty. Za zasługi wojenne został odznaczony Krzyżem Walecznych.
Po wojnie polsko-bolszewickiej został dowódcą 5 kompanii telegraficznej 2 pułku łączności w Jarosławiu. W latach 1924–1928, jako oficer 2 pułku łączności z Jarosławia był przydzielony do 6 kompanii szkoły łączności. Został awansowany na stopień kapitana łączności ze starszeństwem z dniem 1 stycznia 1930. W 1932 był oficerem Centrum Wyszkolenia Łączności w Zegrzu.

## Służba w wywiadzie polskim
W styczniu kpt. Langenfelda wyznaczono do udziału w kursie informacyjno-wywiadowczym przy Oddziale II Sztabu Głównego. W wyniku odbytego kursu został członkiem polskiego wywiadu, a od 1936 roku oficerem Oddziału II Sztabu Generalnego. Od marca 1935 był przydzielony do Ekspozytury Nr 3 Oddziału II SG w Bydgoszczy, gdzie był kierownikiem Referatu KW Ofensywnego, następnie kierownikiem Referatu Organizacyjno-Wywiadowczego oraz do lipca 1939 był zastępcą szefa ekspozytury, mjr. Jana Żychonia. Na stopień majora został awansowany ze starszeństwem z 19 marca 1937 i 8. lokatą w korpusie oficerów łączności, grupa liniowa. Placówka była agendą polskiego wywiadu na Niemcy północno-wschodnie, swoimi wpływami sięgając od Hamburga, aż po Prusy Wschodnie. Jedną z najbardziej istotnych akcji koordynowanych przez Ekspozyturę w Bydgoszczy, nad którą Langenfeld pracował również jako zastępca Żychonia, była tzw. operacja „Wózek”, polegającej na włamywaniu się do wagonów pocztowych przewożących korespondencję z Prus Wschodnich do Niemiec i fotografowaniu tych, które mogły zawierać cenne informacje. W ramach akcji „Wózek” nie tylko wykradano, ale i podrzucano korespondencję fałszywie nadaną z Prus, dzięki czemu bezpiecznie docierała ona do polskich agentów w Niemczech, minimalizując ryzyko wykrycia korespondencji pomiędzy centralą, a siatką szpiegów polskich w III Rzeszy. W styczniu 1939 roku wraz z Żychoniem w Pradze Langenfeld rozpracowywał podwójnego agenta (szpiega niemieckiego) Adama Tarnowskiego. Langenfeld prowadził jego obserwację. Misja była szczególna, sam Żychoń był bowiem poszukiwany listem gończym. Latem 1939 został przeniesiony na stanowisko szefa Ekspozytury nr 6 w Łodzi.
Po wybuchu II wojny światowej został oficerem wywiadu Polskich Sił Zbrojnych na Zachodzie. W 1940 został zastępcą szefa Wydziału Wywiadowczego Oddziału II, ponownie mjr. Jana Żychonia. Po rezygnacji Żychonia ze stanowiska (zginął pod Monte Cassino), Langenfeld 1 stycznia 1944 roku został szefem Wydziału Wywiadu Oddziału Informacyjno-Wywiadowczego.
W związku z przygotowaniami do inwazji na Normandię, Langenfeld uczestniczył w licznych konferencjach z przedstawicielami wywiadu brytyjskiego, amerykańskiego i francuskiego. Oddział II organizował także operacje polegające na przeprowadzaniu na kontynencie zrzutów: pieniędzy, ekwipunku, broni, radiostacji, sprzętu fotograficznego i żywności. Także pozyskiwane za szefostwa Langenfelda informacje, oceniano bardzo wysoko, o czym świadczy ogromna ilość przekazywanych informacji wywiadowi brytyjskiemu oraz powtarzające się szczegółowe pytania kierowane przez Brytyjczyków do polskiego wywiadu.
Jako szef Wydziału Wywiadowczego, w przeciwieństwie do ministra obrony narodowej, gen. Mariana Kukiela, wyraził się sceptycznie, co do ewentualnych korzyści, jakie polski wywiad miał osiągnąć, współuczestnicząc z Amerykanami w tzw. operacji „Eagle”, rozpoczętej wiosną 1944 roku wskutek nawiązania współpracy, pomiędzy Josephem Dasherem, szefem Sekcji Polskiej OSS, a ministrem obrony narodowej, w ramach której 15 dwuosobowych zespołów wywiadowczych miało zostać zrzuconych do Niemiec, w celu taktycznej i strategicznej penetracji wywiadowczej.

## Lata powojenne
Po wojnie uchwałą z 26 września 1946 Tymczasowego Rządu Jedności Narodowej Edwarda Osóbki-Morawskiego, wraz z 75 innymi oficerami Wojska Polskiego, został pozbawiony obywatelstwa polskiego, które przywrócono mu w 1971. Do końca życia pozostawał w stopniu podpułkownika łączności. Zmarł 30 grudnia 1968 w Yonkers w Stanach Zjednoczonych. Został pochowany na cmentarzu „Gate of Heaven” w hrabstwie Westchester, w stanie Nowy Jork.

## Ordery i odznaczenia
- Krzyż Walecznych (przed 1924)
- Odznaka Pamiątkowa Armii Generała Hallera, Miecze Hallerowskie (1921)
- Medal Zwycięstwa (1922)
- Legia Zasługi klasy oficerskiej (1946)
- Order Imperium Brytyjskiego IV klasy (1946)[12]